# Säbelhelmbarte
Eine Säbelhelmbarte ist eine Hieb- und Stichwaffe. Es handelt sich um eine seltene Sonderform der Helmbarte. 

## Beschreibung
Die Säbelhelmbarte hat anstelle einer spitzen Klinge eine leicht gekrümmte Säbelklinge als Spitze, mit der un- oder leicht gepanzerte Gegner so verletzt werden können, dass sie durch hohen Blutverlust sterben. 
Besonders hübschen und aufwendig gearbeiteten Säbelhelmbarten schreibt man eine zeremonielle Rolle als Garde-, Stadtwachen- und Unteroffizierswaffe, mit der es sich schlecht kämpfen ließ, den einfach gearbeiteten hingegen rein militärische Zwecke zu. Säbelhelmbarten waren im 16. und 17. Jahrhundert in Gebrauch und wurden zum Beispiel im Dreißigjährigen Krieg verwendet.